# أوكسيبات الصوديوم

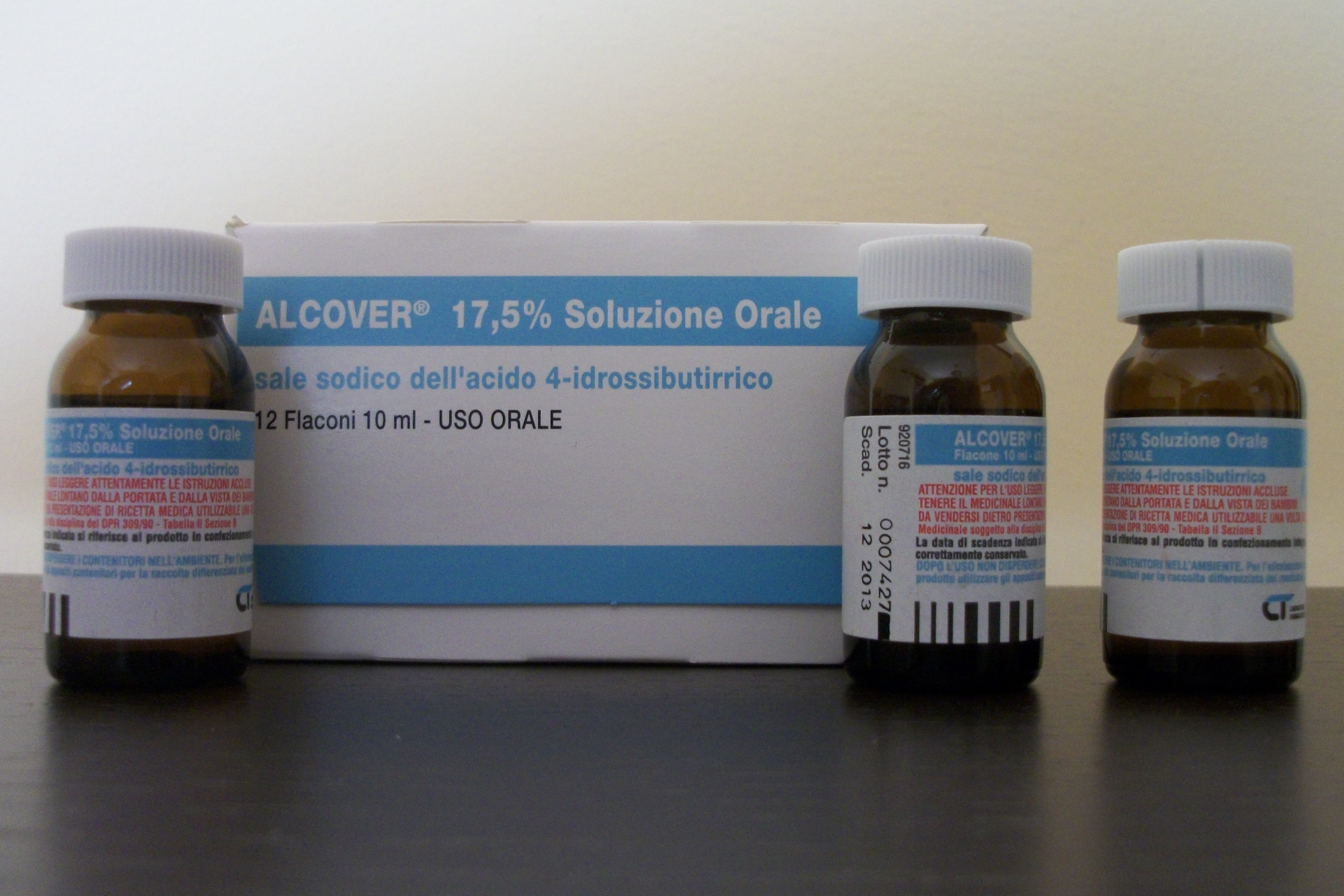
اسمه في إيطاليا الكوفير

اوكسيبيت الصوديوم، مختصرة من γ-هيدروكسيبيوترايت، هو دواء يتم تناوله بناءا على وصفة طبية وافقت عليه إدارة الغذاء والدواء الأمريكية (FDA) لعلاج النعاس المفرط النهار (EDS) المرتبطة النوم. اوكسيبيت الصوديوم هو ملح الصوديوم لحمض γ هيدروكسيبيوترايت (GHB). يتم استخدامه في إيطاليا لعلاج إدمان الكحول وأعراضه الانسحابية.

## الإستخدامات
الاكاديمية الأمريكية لطب النوم تنصح باستخدام هذا العلاج كدواء قياسي معتمد لعلاج مرض الجمدة، النوم اثناء النهار، واضطرابات النوم الناتج من الصرع النوم. بشكل عام يستخدم في فرط النوم الناشئة من مشكلة في الجهاز العصبي المركزي. و العلاج تم استخدامه بأمان منذ عام 2002.

### الاثار الجانبية
آثار جانبية منتشرة:
1. غثيان
2. دوخة
3. صداع
4. تقيؤ
5. نعاس
6. تبلل الفارش (تبول لا ارادي)

من الآثار جانبية لكنها غير منتشرة هو فقدان الوزن قد يكون بسبب فقدان الشهية أو تغير في عمليات ايضية مثل زيادة افراز هرمون النمو اثناء النوم
آثار جانبية خطرة:
1. هلوسة
2. هيجان
3. تشوش ذهني شديد
4. تفكير غريب
5. نوم متقطع
6. اكتئاب

### الاستخدام أثناء الحمل
تم تصنيفه ضمن الدرجة الثالثة (category C)
وهذا يعني هناك خطورة على استخدامه كما تظهره الدراسات على الحيوانات. لكن إذا كان الاستخدام للام ضروري جدا فيمكن استخدامه.

## آلية العمل
الآلية غير معلومة بشكل واضح لكن يمكن ان يعزى عمله إلى احتمال تكوين مركب حامض الجاما هيدروكسي بيوتريت الذي يعمل على مستقبلات الجابا في الدماغ، والجابا تعتبر من أهم الناقلات عصبية التي تثبط الاشارات العصبية وتخفف من هيجان الخلايا